# شارزما دیلمی
شارزما/شهرآرزم دیلمی (نگارش و آوایش کهن:شارزما دیلمیه) (۱۰۷۹ - ۱۱۵۶م) (نسب: شارزما بنت جعفر دیلمی) بانوی محدث ایرانی بود که برای فراگیری علم حدیث بیشتر در شام زیست. از «ابوعبدالله بن منده» روایت نمود. در تاریخ ابن عساکر دربارهٔ او نوشته شده است. در جمادی‌الاول ۵۵۱ در دمشق درگذشت و در آرامگاه باب الفرادیس دفن شد. 